# 13643 Takushi
13643 Takushi è un asteroide della fascia principale. Scoperto nel 1996, presenta un'orbita caratterizzata da un semiasse maggiore pari a 2,5966155 UA e da un'eccentricità di 0,1118456, inclinata di 13,81302° rispetto all'eclittica.